# 앤드류 보웬
앤드루 보언(Andrew Bowen, 1972년 3월 31일 ~ )은 미국의 배우, 성우이다.
보스턴에서 태어났다. 

## 출연 작품
- 스머더드 (2016년)
- A Boy Called Po (2016)
- 홀리데이즈 (2016년)
- 후 더 F 이즈 버디 애플바움 (2013년)
- 프로토콜 (2011년)
- 패컬티 (2011년) - 타이슨 역
- 함정과 진자 (2009년)
- 뱀파이어의 키스 (2009년)
- 어롱 더 웨이 (2007년)
- 빅 배드 울프 (2006년)
- 워크 앤 더 글로리 3 (2006년)
- 워크 앤 더 글로리 2 - 아메리칸 자이언 (2005년) - 브링햄 영 역
- 르노 911! (2003년)
- 에볼루션 (2001년)
- 오퍼레이션 (1998년)

### 텔레비전
- ER (1994년)
- 매직 시티 (2012년) - 데이브 도나휴 역